# Münster (regiune)

Münster (regiune)

Münster este una dintre cele cinci regiuni administrative de tip Regierungsbezirk ale landului Renania de Nord - Westfalia, Germania. Este situată în partea de nord a landului și are capitala în orașul Münster.
| Districte rurale (Kreis)                                          | Orașe district urban (kreisfreie Stadt)                           |
| ----------------------------------------------------------------- | ----------------------------------------------------------------- |
| 1. Borken 2. Coesfeld 3. Recklinghausen 4. Steinfurt 5. Warendorf | 1. Bottrop 2. Gelsenkirchen 3. Münster - capitala regiunii admin. |